# Wiktor Malcew (polityk)
Wiktor Fiodorowicz Malcew (ros. Виктор Фёдорович Мальцев, ur. 22 czerwca 1917 w Jekaterynosławiu, zm. 1 października 2003 w Moskwie) – radziecki polityk, działacz partyjny, dyplomata.

## Życiorys
1941 ukończył Nowosybirski Instytut Wojskowych Inżynierów Transportu Kolejowego, po czym pracował na Kolei Krasnojarskiej i Zarządzie Dalekowschodniego Okręgu Kolei, od 1945 członek WKP(b), 1954 ukończył Moskiewską Akademię Transportu Kolejowego, 1954-1961 był zastępcą szefa Kolei Wschodniosyberyjskiej. Od września 1961 do stycznia 1963 sekretarz Komitetu Obwodowego KPZR w Irkucku, od 14 grudnia 1962 do 24 grudnia 1964 przewodniczący Komitetu Wykonawczego Irkuckiej Przemysłowej Rady Obwodowej, od grudnia 1964 do grudnia 1965 ponownie sekretarz Komitetu Obwodowego KPZR w Irkucku, od 21 grudnia 1965 do 16 lutego 1967 przewodniczący Komitetu Wykonawczego Irkuckiej Rady Obwodowej. Od 8 kwietnia 1967 do 17 maja 1971 ambasador nadzwyczajny i pełnomocny ZSRR w Szwecji, od 9 kwietnia 1971 do 24 lutego 1976 zastępca członka KC KPZR, od 16 maja 1971 do 27 grudnia 1973 ambasador nadzwyczajny i pełnomocny ZSRR w Finlandii, od 2 stycznia 1974 do 24 grudnia 1977 ambasador nadzwyczajny i pełnomocny ZSRR w Indiach. Od 5 marca 1976 do 25 kwietnia 1989 członek KC KPZR, od grudnia 1977 do maja 1986 I zastępca ministra spraw zagranicznych ZSRR, od 27 maja 1986 do 28 listopada 1988 ambasador nadzwyczajny i pełnomocny Jugosławii. 1979-1989 deputowany do Rady Najwyższej ZSRR. Odznaczony Orderem „Znak Honoru” i 3 innymi odznaczeniami.